# Przetwornik cyfrowo-analogowy

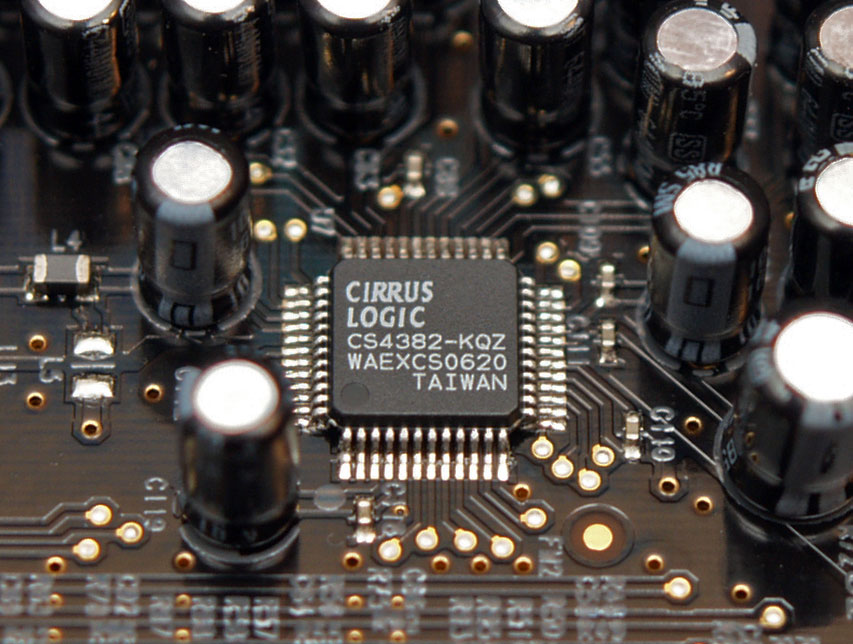
8-kanałowy przetwornik cyfrowo-analogowy Cirrus Logic CS4382 na karcie muzycznej Sound Blaster X-Fi Fatal1ty

Przetwornik cyfrowo-analogowy, przetwornik C/A lub DAC (z ang. Digital to Analog Converter, DAC) – przyrząd elektroniczny przetwarzający sygnał cyfrowy na sygnał analogowy w postaci prądu elektrycznego lub napięcia o wartości zależnej od sygnału cyfrowego. Działanie odwrotne wykonuje przetwornik analogowo-cyfrowy A/C.

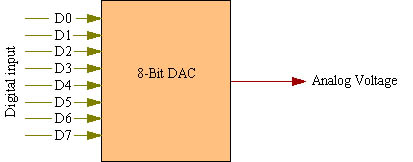
Schemat blokowy, ośmiobitowego przetwornika cyfrowo analogowego

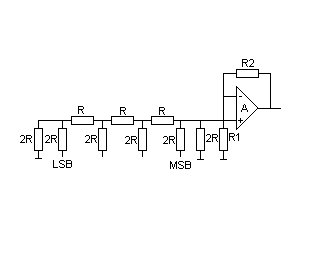
Idea działania przetwornika drabina 2R-R, najczęściej stosowanej metody przetwarzania

## Budowa
Przetwornik C/A ma n wejść i jedno wyjście.
Podstawowe elementy przetwarzające sygnał cyfrowy na analogowy to:
- rejestr stanu, będący oddzielną częścią, który może być zintegrowany z zespołem przełączników, a w przetwornikach równoległych może w ogóle nie występować;
- zespół przełączników elektronicznych, sterowanych wejściowymi sygnałami cyfrowymi, każdemu bitowi odpowiada jeden przełącznik;
- sieć rezystorów;
- precyzyjne źródło napięcia odniesienia lub wejście do podłączenia takiego źródła.

Do elementów przetwornika zalicza się także obwody wejściowe układu.

## Sposób pracy
Przetworniki C/A pracują w oparciu o jedną z czterech metod przetwarzania:
- równoległą, w których wszystkie bity sygnału są doprowadzane jednocześnie,
- szeregową, w których sygnał wyjściowy jest wytwarzany dopiero po sekwencyjnym przyjęciu wszystkich bitów wejściowych, co sprawia, że są wolniejsze od przetworników połączonych równolegle.
- wagową
- zliczania

## Parametry
Parametry można podzielić ze względu na właściwości statyczne, częstotliwościowe oraz czasowe. Najważniejsze to te określające dokładność oraz szybkość przetwarzania sygnału przez przetwornik C/A. Zaliczamy do nich m.in.:
- Nieliniowość całkowa (z ang. integral nonlinearity (INL))
- Nieliniowość różniczkowa (z ang. differential nonlinearity (DNL))
- Szybkość przetwarzania
- Błąd skalowania
- Błąd przesunięcia zera (błąd niezrównoważenia)
- Współczynnik zmian cieplnych napięcia przesunięcia zera
- Wejściowe sygnały cyfrowe
- Wyjściowy sygnał analogowy
- Czas ustalania
- Szybkość zmian napięcia wyjściowego
- Zakłócenia przy przełączaniu
- Rozdzielczość – maksymalna liczba możliwych dyskretnych wartości jakie może on wytworzyć. Zwykle rozdzielczość określona jest jako liczba bitów, która jest podstawą z 2 logarytmów z wartości liczbowej. Przykładowo 1-bitowy przetwornik C/A jest zaprojektowany do reprodukcji dwóch {\displaystyle (2^{1})} wartości, z kolei 8-bitowy już 256 {\displaystyle (2^{8}).} Rozdzielczość jest powiązana z Efektywną Liczbą Bitów (ENOB – z ang. Effective Number of Bits) która jest pomiarem rzeczywistej rozdzielczości przetwornika. Rozdzielczość może być również wyrażona w woltach.
- Maksymalna częstotliwość próbkowania – maksymalna prędkość dla której obwód przetwornika C/A jest w stanie pracować i produkować stały poprawny sygnał na wyjściu. W praktyce nie jest możliwe dokładne odtworzenie samego sygnału na podstawie wygenerowanych wartości liczbowych ze względu na błąd kwantyzacji. Wiarygodne odwzorowanie sygnału jest możliwe wtedy gdy częstotliwość próbkowania jest dwukrotnie większa od najwyższej częstotliwości składowej sygnału. Zgodnie z twierdzeniem Katielnikova-Shannona.
- Monotoniczność – zdolność wyjścia analogowego przetwornika C/A do wzrostu wraz ze wzrostem w kodzie cyfrowym lub odwrotnie. Ta właściwość jest ważna dla przetwornika ze względu na możliwość zastosowania go wraz ze słabej częstotliwości sygnałem na wejściu.
- THD+N (Współczynnik zawartości harmonicznych z ang. Total harmonic distortion) – stosunek wartości skutecznej wyższych harmonicznych sygnału, do wartości skutecznej składowej podstawowej. Współczynnik zawartości harmonicznych często podaje się w procentach.
- Skala dynamiki D.R (z ang.Dynamic Range) – wartość w dB jako różnica największego i najmniejszego sygnału jaki przetwornik C/A jest w stanie wytworzyć.Wartość zależna od rozdzielczości przetwornika przykładowo dla CD-Audio 16 bitów wynosi maksymalnie 96,32959861 dB a można ją obliczyć w następujący sposób D.R=20log(2^n) gdzie n – liczba bitów dla CD 20log(2^16) = 20log(65536)=20*4,8164799.
- Stosunek Sygnał/Szum S/N (z ang.Signal to noise) – wartość w dB jest to stosunek sygnału do szumu.

Parametry przetwornika C/A można podzielić na 3 grupy:
- parametry charakteryzujące przetwornik od strony wejścia lub wyjścia

parametry od strony wejścia to rodzaj kodu oraz rozdzielczość. Rozdzielczością przetwornika nazywamy długość słowa wejściowego (najmniejsza zmiana sygnału wyjścia), którą wyrażamy w bitach.
- parametry statyczne przetwornika

Parametry statyczne to dokładność bezwzględna (lub błąd dokładności bezwzględnej), dokładność względna, błąd przesunięcia zera, błąd skalowania, współczynniki termiczne zera i skali oraz rozdzielczość względna lub bezwzględna. Błąd względny – stosunek błędu bezwzględnego (patrz wyżej) do napięcia odniesienia przetwornika. Błąd bezwzględny, czyli największa różnica między zmierzonym napięciem wyjściowym a wynikającym z założeń jakie ma wytwarzać idealny przetwornika na wyjściu przy danym wejściu.

## Teoretyczne (idealne) działanie przetwornika cyfrowo-analogowego

Idealny sygnał próbkujący. Sygnał standardowego wyjścia interpolującego przetwornika C/A

Zasadniczo przetwornik C/A konwertuje skończoną liczbę w ciągłą, zmienną wielkość fizyczną. Najczęściej jest to napięcie elektryczne. W przetworniku proporcjonalnym napięcie na wyjściu przetwornika jest proporcjonalne do napięcia odniesienia oraz stanu wejść binarnych traktowanych jako liczba dwójkowa naturalna, albo całkowita w kodzie uzupełnień do dwóch lub innym. Napięcie to określa wzór:
{\displaystyle U_{wy}=U_{odn}*(a_{0}/2^{0}+a_{1}/2^{1}+\ldots +a_{n}/2^{n})}
W idealnym przetworniku C/A wyjścia są sekwencją impulsów o poziomie wynikającym z liczb podanych na wejście. Sygnał wyjściowy jest filtrowany, by usunąć z niego częstotliwości większe od częstotliwości Nyquista. W teorii, filtr odtwarza sygnał dokładnie do częstotliwości Nyquista, w praktyce nie można skonstruować filtru pochłaniającego całkowicie sygnał powyżej danej częstotliwości, a nie pochłaniającego poniżej tej częstotliwości, dlatego sygnał z przetworników AC ma częstotliwości o większej częstotliwości lub filtrują częściowo częstotliwości w pobliżu częstotliwości Nyquista, błędy odtwarzania sygnału wnosi też kwantyzacja sygnału.

## Praktyczne (rzeczywiste) działanie przetwornika cyfrowo-analogowego

Typowe wyjście zero-order (nie interpolowany) C/A

Liczby są przekazywane do przetwornika C/A, zwykle w takt zegara. Wraz z kolejnym cyklem zegara napięcie na wyjściu zmienia się gwałtownie i pozostaje stałe aż do kolejnego cyklu zegara. Jednak układy elektroniczne nie odtwarzają dokładnie występujących opóźnień czasowych, drgań i przepięć.

## Podział przetworników C/A
Biorąc pod uwagę cechy użytkowe oraz różnice konstrukcyjne przetworniki C/A można podzielić na:

### Uśredniające
Przetwornik częstotliwość – napięcie (ƒ/U)
Jeżeli informacja na wejściu ma postać ciągu impulsów lub innego przebiegu o pewnej częstotliwości, można zastosować konwersje częstotliwości na napięcie. Przy bezpośrednim przetwarzaniu częstotliwości na napięcie w każdym okresie przebiegu zostaje wytworzony standardowy impuls. Może to być impuls napięciowy bądź prądowy. Otrzymany ciąg impulsów zostaje uśredniony przez filtr dolnoprzepustowy lub integrator, co daje na wyjściu napięcie proporcjonalne do średniej częstotliwości sygnału wejściowego.

### Mnożące
W mnożących przetwornikach C/A wielkość wyjściowa jest iloczynem wejściowego napięcia i wejściowego kodu liczbowego.
Mnożące przetworniki C/A umożliwiają dokonywanie pomiarów i konwersji logometrycznych.
Mnożący przetwornik C/A można wykonać z przetwornika A/C, który nie ma wbudowanego źródła prądu lub napięcia, przez dołączenie do wejścia przeznaczonego dla prądu bądź napięcia analogowego sygnału wejściowego.

## Przykłady przetworników C/A
- Pulse Width Modulation (PWM lub modulacja szerokości impulsu)
- Przetwornik Sigma-Delta
- Pulse-Density Modulation (PDM lub modulacja gęstością impulsów)
- Binary Weighted DAC
- R-2R ladder DAC (oraz z odwróconą drabinką R – 2R)
- Thermometer coded DAC
- Hybrid DACs
  - Segmented DAC

## Zastosowania

### Sprzęt audio

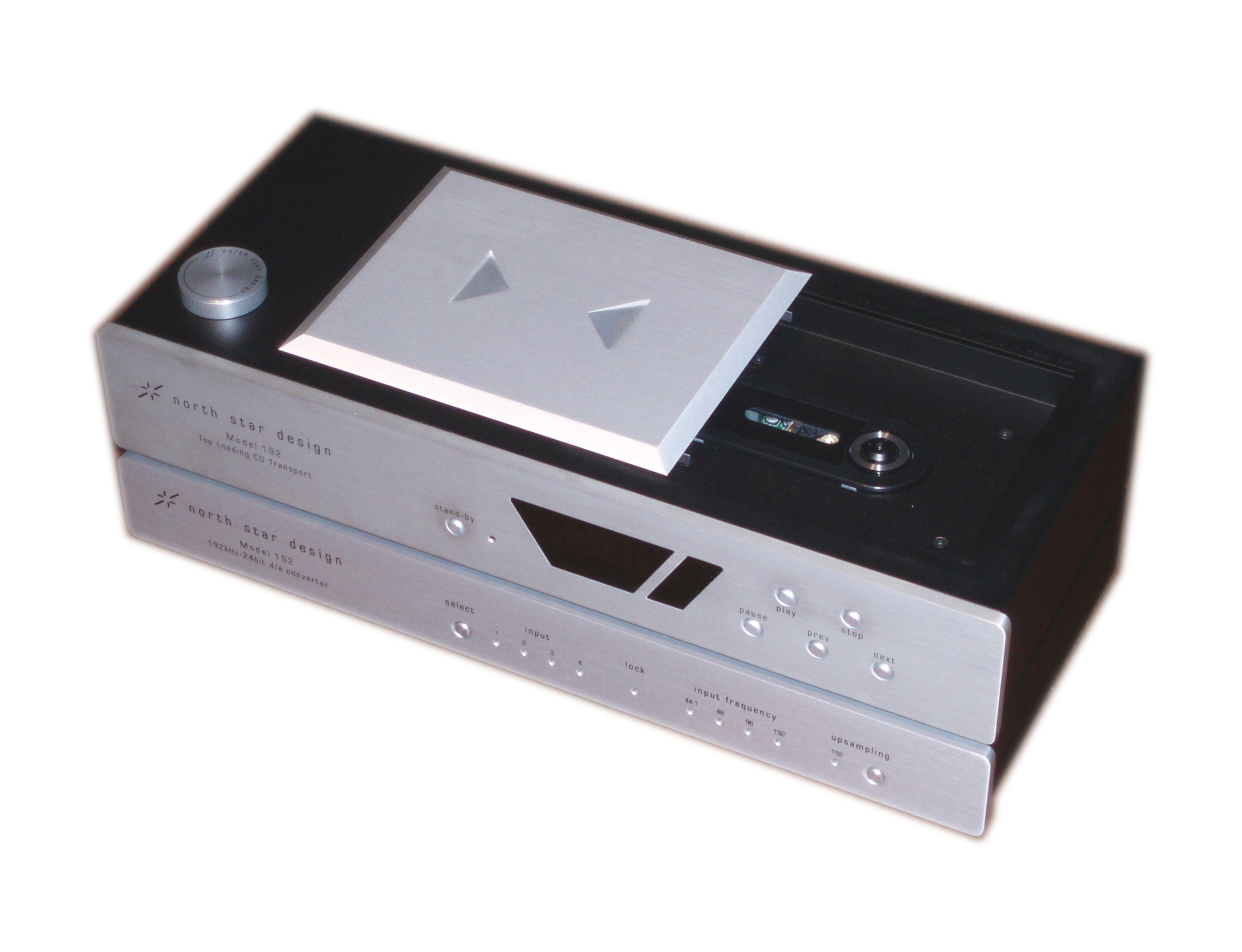
Odtwarzacz CD wraz z zewnętrznym przetwornikiem C/A

Przetworniki C/A znalazły szerokie zastosowanie w odtwarzaczach audio. W dzisiejszych czasach większość sygnałów audio jest przechowywana w postaci cyfrowej (np. format MP3 czy audio CD). Aby można było je usłyszeć w głośnikach należy je najpierw przekonwertować na sygnał analogowy.

### Sprzęt wideo
Sygnał z cyfrowych urządzeń (takich jak np. komputer, kamera, odtwarzacz CD/DVD/Blu-ray, dekoder telewizji satelitarnej itd.) musi zostać przekonwertowany na sygnał analogowy zanim będziemy mogli zobaczyć go na ekranie telewizora lub ekranie rzutnika. Od pewnego czasu analogowe wyjścia zastępują ich cyfrowe odpowiedniki (np. DVI, HDMI i inne), zmienia się w ten sposób miejsce przetwarzania sygnału cyfrowego na analogowy. Im tor analogowy jest krótszy, tym mniej zakłóceń w postaci szumów i zniekształceń jest wnoszonych do sygnału.